# Canal de la Scomenzera

Le canal de la Scomenzera  (vén. Scomenzera : bâti par l'homme) est un canal de Venise dans le sestieri de Santa Croce et de Dorsoduro. Il se trouve dans le prolongement sud canal de Santa Chiara, au-delà de la confluence avec le rio di Santa Marta.

## Description

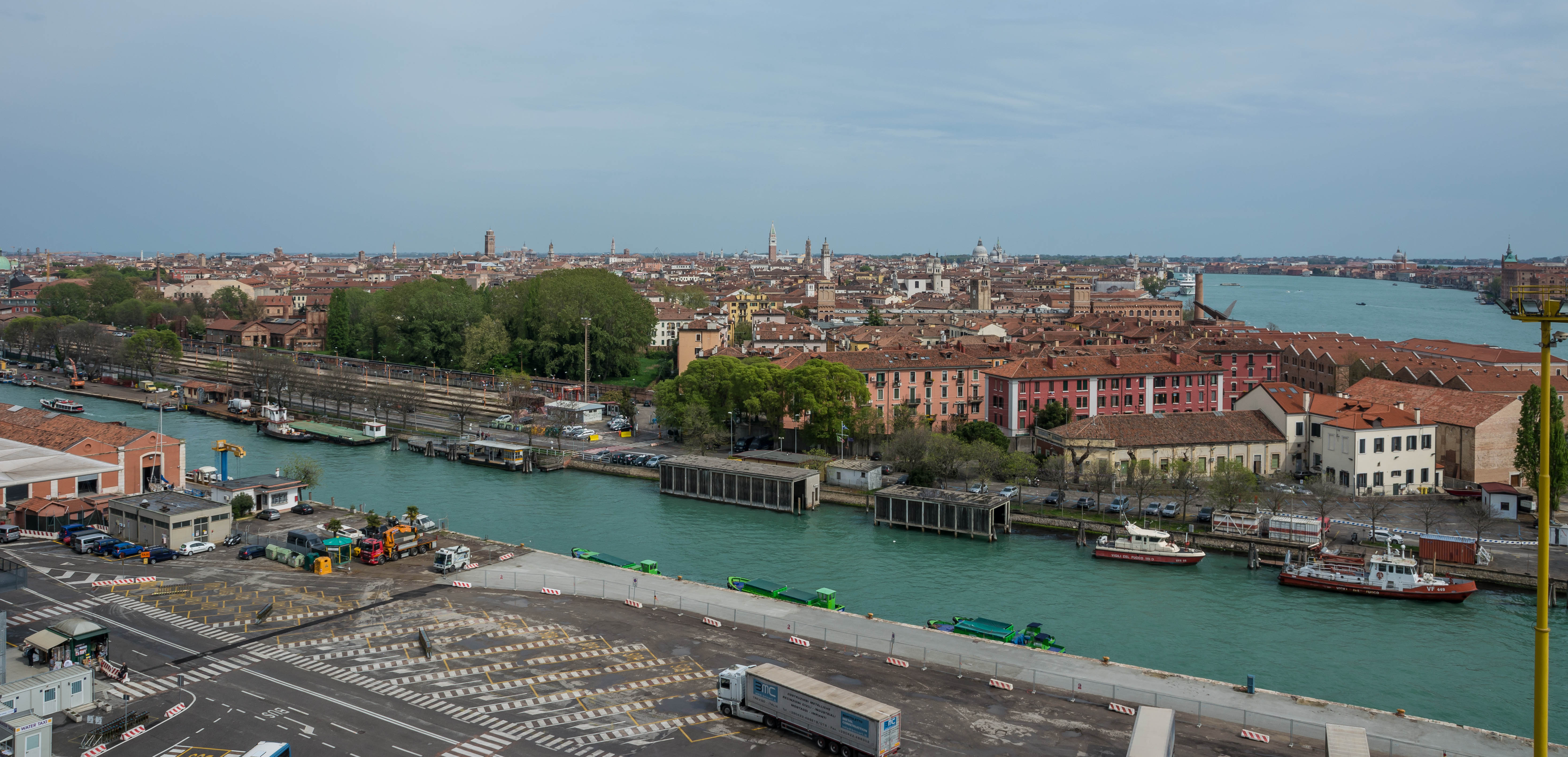

Ce canal de formation récente est de grande importance : le canal de Scomenzera qui est long de 783 mètres constitue avec le canal de Santa Chiara un ensemble de plus d'un km, qui permet de raccorder le Grand Canal près de Piazzale Roma, vers le sud-ouest au Canal de la Giudecca.

## Origine
Scomenzera signifie canal creusé par l'homme.

## Situation
Le canal sépare l'île de Santa Marta et celle occupée par la gare maritime et l'ancienne filature de coton, maintenant siège des deux universités vénitiennes.

## Ponts
Ce rio est traversé par deux ponts (du nord au sud), dont :
- un pont de chemin de fer ;
- la rampa San Basilio.

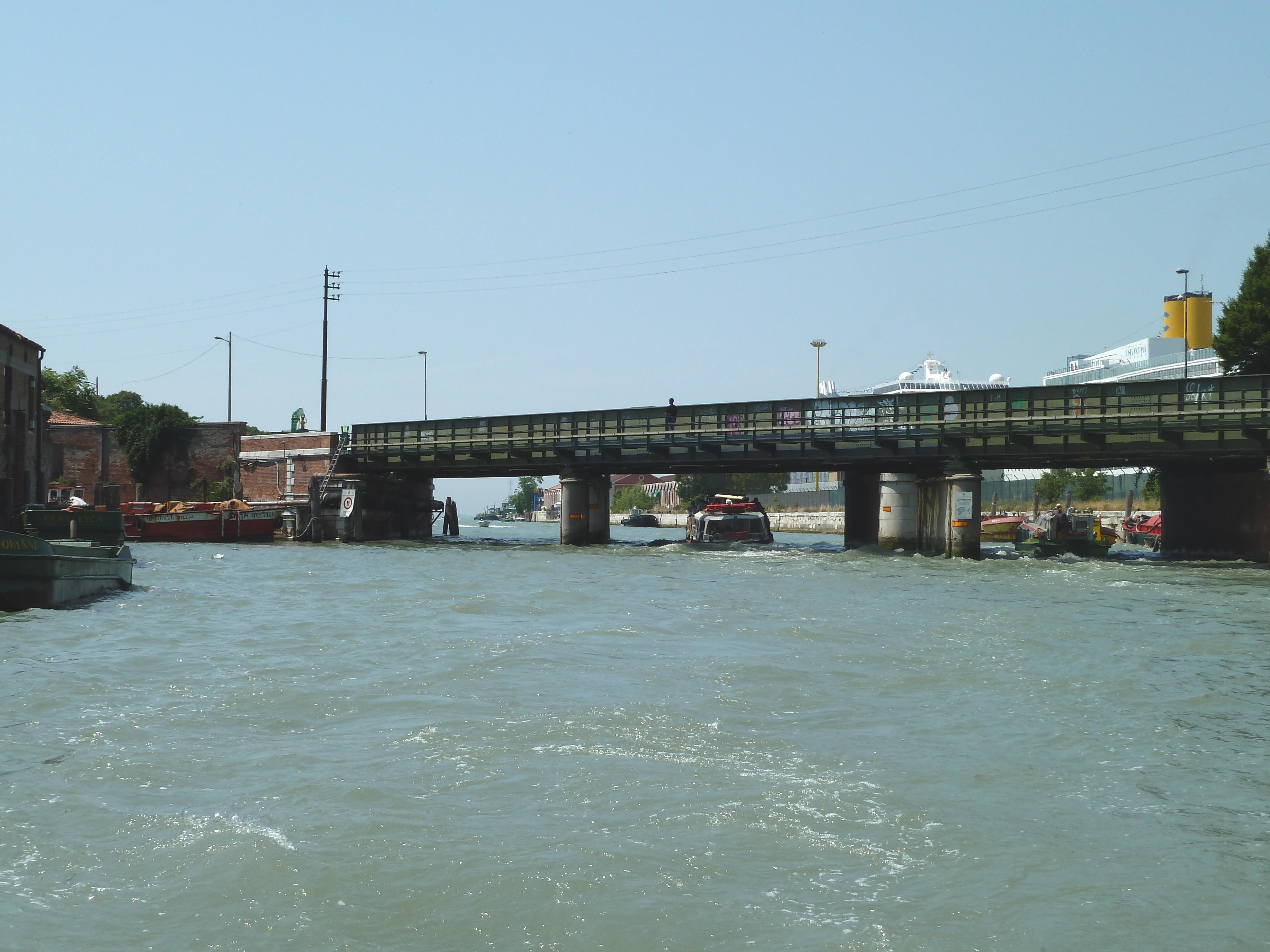
La rampa S.Basilio